# Sergio Floccari
Sergio Floccari, född 12 november 1981 i Vibo Valentia, är en italiensk fotbollsspelare (anfallare) som sedan januari 2016 spelar i den italienska klubben SPAL. Han har tidigare spelat för bland annat Genoa, Rimini, Atalanta, Lazio, Parma, Sassuolo och Bologna.